# Limburgina
Limburgina is een geslacht van kreeftachtigen uit de klasse van de Ostracoda (mosselkreeftjes).

## Soorten
- Limburgina binkhorsti (Veen, 1936) Deroo, 1966 †
- Limburgina frescoensis (Apostolescu, 1961) Carbonnel, 1986 †
- Limburgina hoffmanni (Veen, 1936) Deroo, 1966 †
- Limburgina ornata (Bosquet, 1847) Deroo, 1966 †
- Limburgina quadrazea (Hornibrook, 1952) Ayress, 1993
- Limburgina tricostata Margerie, 1968 †